# Lundtoftebanen
Lundtoftebanen var en planlagt S-bane, der skulle have gået fra Jægersborg til Nærum.
Lundtoftebanen blev et projekt, hvor anlægget blev begyndt af DSB, men aldrig gjort færdig. Banen skulle udgå fra Gentofte Station, følge Nordbanen indtil Jægersborg og derefter følge Hørsholmvejen (nu Helsingørmotorvejen), med stationerne Fortunen og Lundtofte frem til Nærum Station og eventuelt videre til Gl. Holte. Der var en forventning til, at udbygning af arealerne på Lundtoftesletten ville skabe grundlag for trafik til banen.
Der kom lovhjemmel til ekspropriationen af arealer i 1951, og indtil 1966 blev der punktvis anlagt dæmninger og broer flere steder. Projektet led af ikke at blive prioriteret særlig højt i forhold til fx Hareskovbanen og Køge Bugt-banen. I 1977 blev anlægsloven ophævet og projektet endelig opgivet.